# トウブハイイロリス
トウブハイイロリス（東部灰色栗鼠、Sciurus carolinensis）は、哺乳綱・ネズミ目（齧歯目）・リス科・リス属に分類されるリスの一種。北アメリカ原産で、イギリスなどにも外来種として定着している。

## 分布
トウブハイイロリスは北アメリカ、特にアメリカ合衆国東部および中西部、カナダの南部の一部および東部の州を原産地とする。混同しやすいキツネリスと生息地が被るが、キツネリスの生息中心地の方がやや西になる。また北はニュージャージー州ニューブランズウィック、マニトバ州、南はテキサス州東部やフロリダ州まで生息している。ノバスコシア州でも生息が確認されているが、持ち込まれたものなのか、生息地が拡大したからかは確認されていない。アイルランド、イギリス、イタリア、南アフリカ、オーストラリア(1973年までに局所絶滅)に移入分布した。ヨーロッパのトウブハイイロリスは自生の他種の減少の一因として懸念されている。
多産で適応性のある種のため、トウブハイイロリスはアメリカ合衆国西部の一部地域にも進出して繁殖している。ハイイロリスはイギリスでは外来種であるが、全英に広がりキタリスの大幅な減少に繋がっている。アイルランドの東部ではキタリスがほぼ絶滅し、南部および西部に残るのみである。イタリアでもハイイロリスがイタリアからヨーロッパ大陸の他の地域に広がり、このような種の交代が懸念されている。
なお、北アメリカの西部には本種と近縁なセイブハイイロリスが分布している。

## 特徴

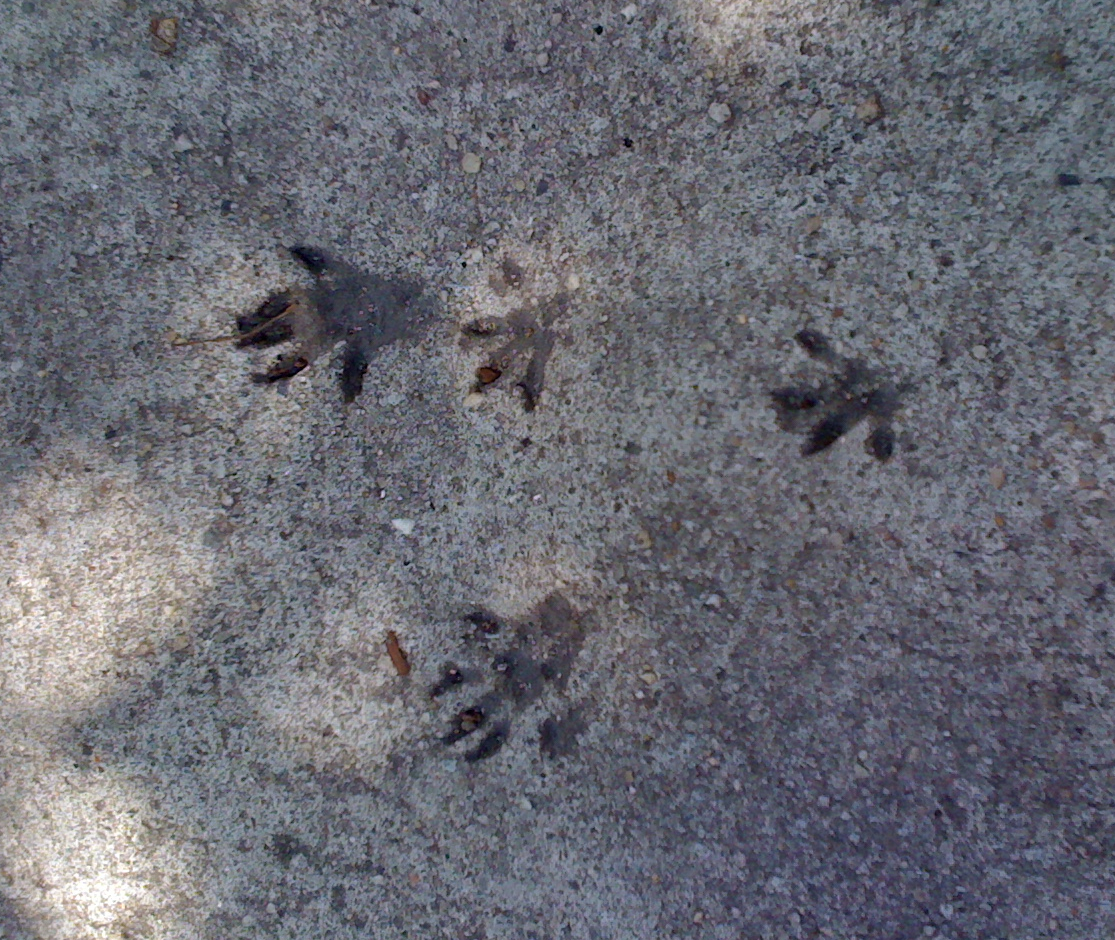
コンクリートについた足跡

その名が示す通り、トウブハイイロリスの毛皮の色は大部分が灰褐色だが茶色がかっていることもある。キツネリスの腹毛は茶色っぽいオレンジであるのに対し、トウブハイイロリスの腹毛は通常白っぽい。また大きくふさふさした尻尾を持つが、キタリスのような房毛は耳の先にはない。都心では敵が少ないため、全身が目立つ白や黒であることもある。カナダ南東部の大部分などではほぼ全身が黒いクロリスは数少ない。これらのような遺伝的変異には黒い尻尾のリスや白い尻尾を持つ黒いリスなどが含まれる。(樹上性リス参照)
頭胴長23-30cm、尾長19-25cm、体重400-600g。
トウブハイイロリスの足あとは近い種のキツネリスやアーベルトリスとの区別が難しいが、アーベルトリスの足跡の幅は全体的にハイイロリスとは違う。他のリスと同様、前足は4本指、後ろ足は5本指が見える。後ろ足の平は足跡にはつかないことがある。跳ねたり速く動いたりする時は前足の足あとは後ろ足の足跡より後ろにつく。跳ね幅は2フィート(60cm)から3フィート(90cm)ある。

## 行動

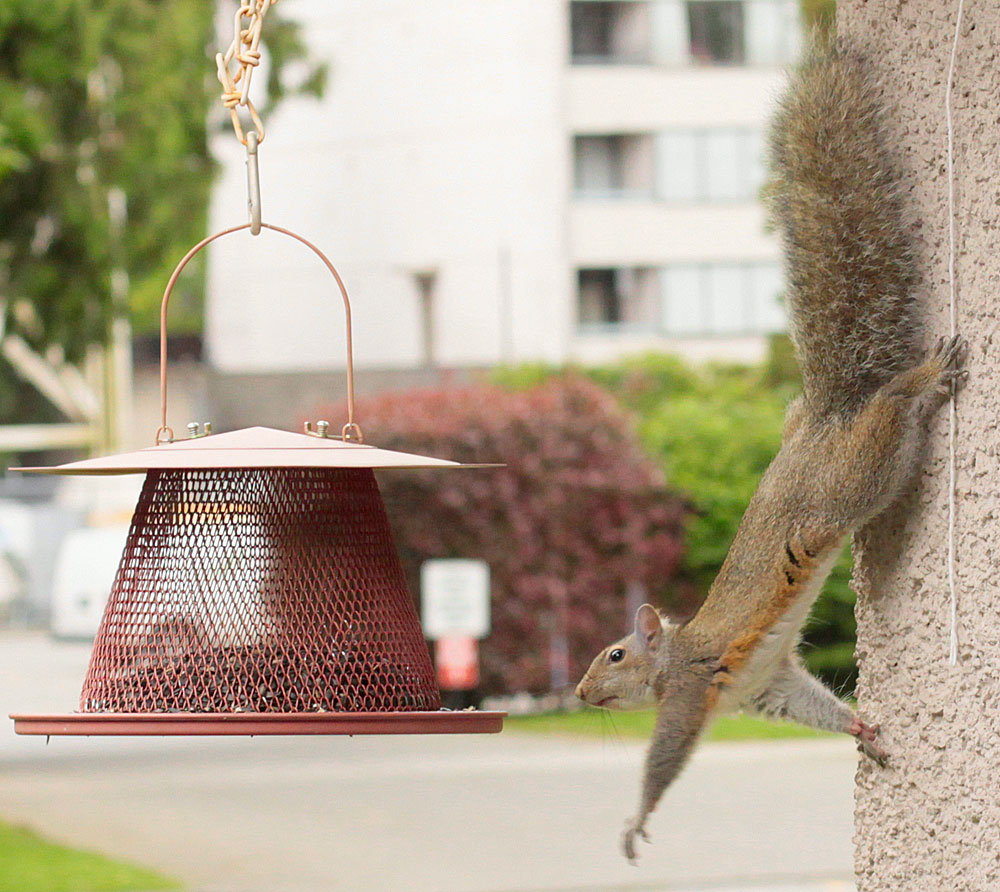
庭の鳥用餌箱に手をのばす。後ろ足の角度により、頭を下にして木を下りることができる

昼行性。他の多くのリスと同様、トウブハイイロリスは食糧をあちこちに隠し、後で回収する。多くの場合は短期的で、特に食糧が豊富な場所に隠した場合は1時間から数日以内に回収し、より安全な場所に再度埋める。長期的な場合は数ヶ月経つまで回収しない。それぞれのリスが1シーズンに数千の物を隠す。隠し場所などの空間記憶にとても精密で、距離や目印を基にして回収を行なう。隠し場所から数インチで嗅覚が利く。
リスは食糧を隠す際、他の動物への欺瞞を行なうことがある。誰かに見られていると感じた時は埋める振りをする。いつも通り穴を掘ったり広げたりし、食糧を口の中に隠したまま食糧を埋める振りをして穴を覆う。また植物の後ろに隠したり、ライバルが樹上性でない場合は高い木の上に隠す。これらの行動知識は先天的に備わったものではなく、心の理論から学んでいったとされる。
トウブハイイロリスは頭から先に木を下りることができる数少ない哺乳類の1種である。足の角度を変え、後ろ足の爪が樹皮を掴むことができることからこれが可能となる。
トウブハイイロリスは木々の分岐に枯葉や小枝でドレイと呼ばれる巣を作る。繁殖期の他、冬季の寒さをしのぐために短期間オスとメスはこの巣に同居する。また屋根裏や家の外壁などに営巣し、電気配線などをかみ切ることから害獣と考えられることもある。他に空洞となった木の幹や大きな枝に営巣して恒久的に住み着くこともある。
トウブハイイロリスは薄明薄暮性であり、特に真夏の暑さを避けるため早朝や夕方以降に行動する。冬眠はしない。

### 敵
人間、タカ、イタチ、アライグマ、キツネ、飼い猫および野良猫、ヘビ、フクロウ、犬などが敵とされる。南アフリカではアフリカチュウヒダカの餌食になることもある。

### 出産および寿命

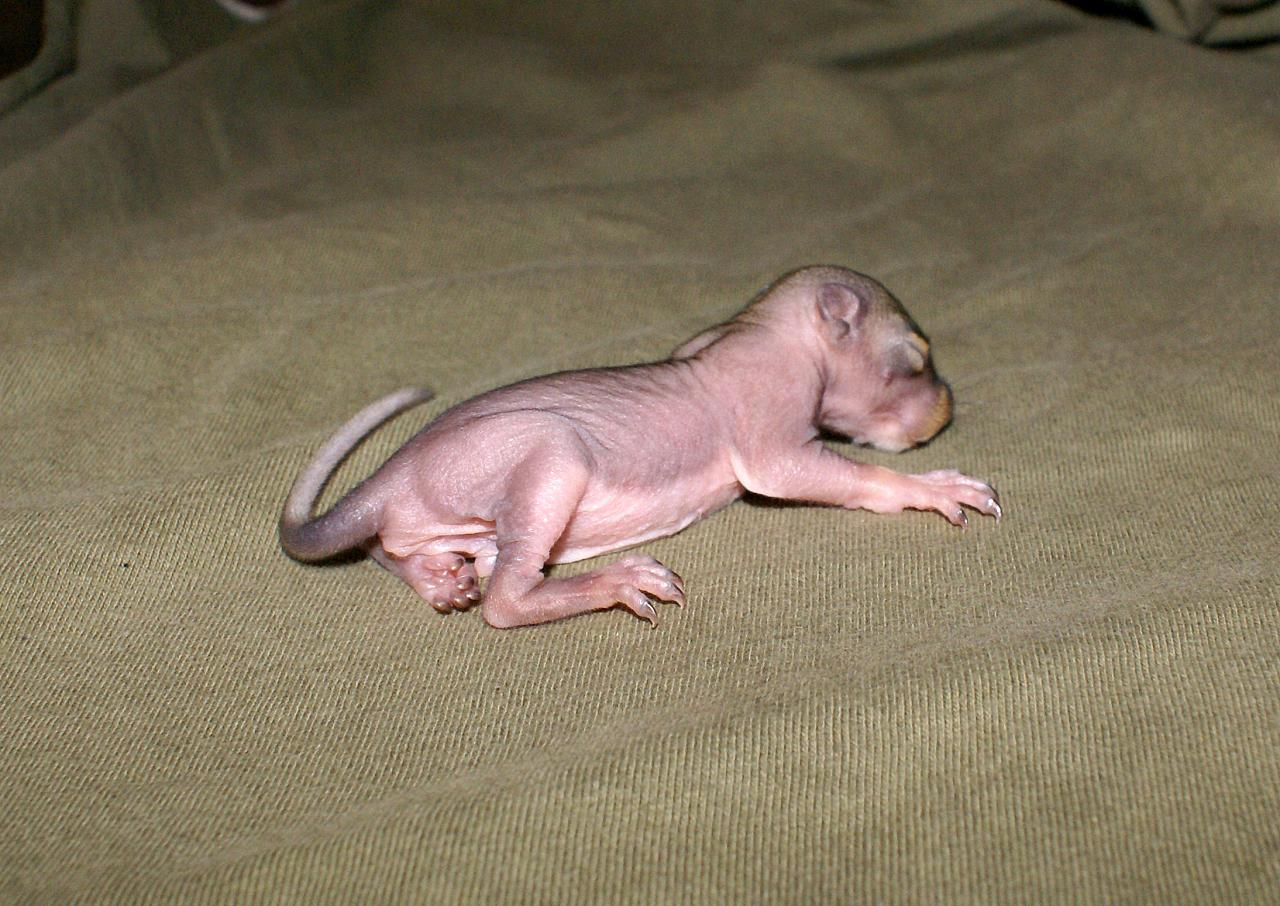
トウブハイイロリスは無毛で目を閉じた状態で生まれる

トウブハイイロリスは基本的に年に2回出産するが、若いまたは経験の浅い母は年に1度春に出産することが多い。食料調達の安定度により、年長または経験値の高いメスは夏にも出産する。食糧となる木の実が豊富な年は36%のメスが一回に2匹の子どもを産むが、木の実が不作の年は1匹も生まれないこともある。繁殖期は12月から2月と5月から6月であるが、北部ではやや遅くなる。初産は2月か3月で、第二子は6月か7月だが、気候、気温、食糧の量によって数週間前後することもある。繁殖期は平均61から66%のメスが出産する。死産または異常気象や捕食による産後間もない子の死を迎えると、メスは再度発情期に入ってまた子を産む。

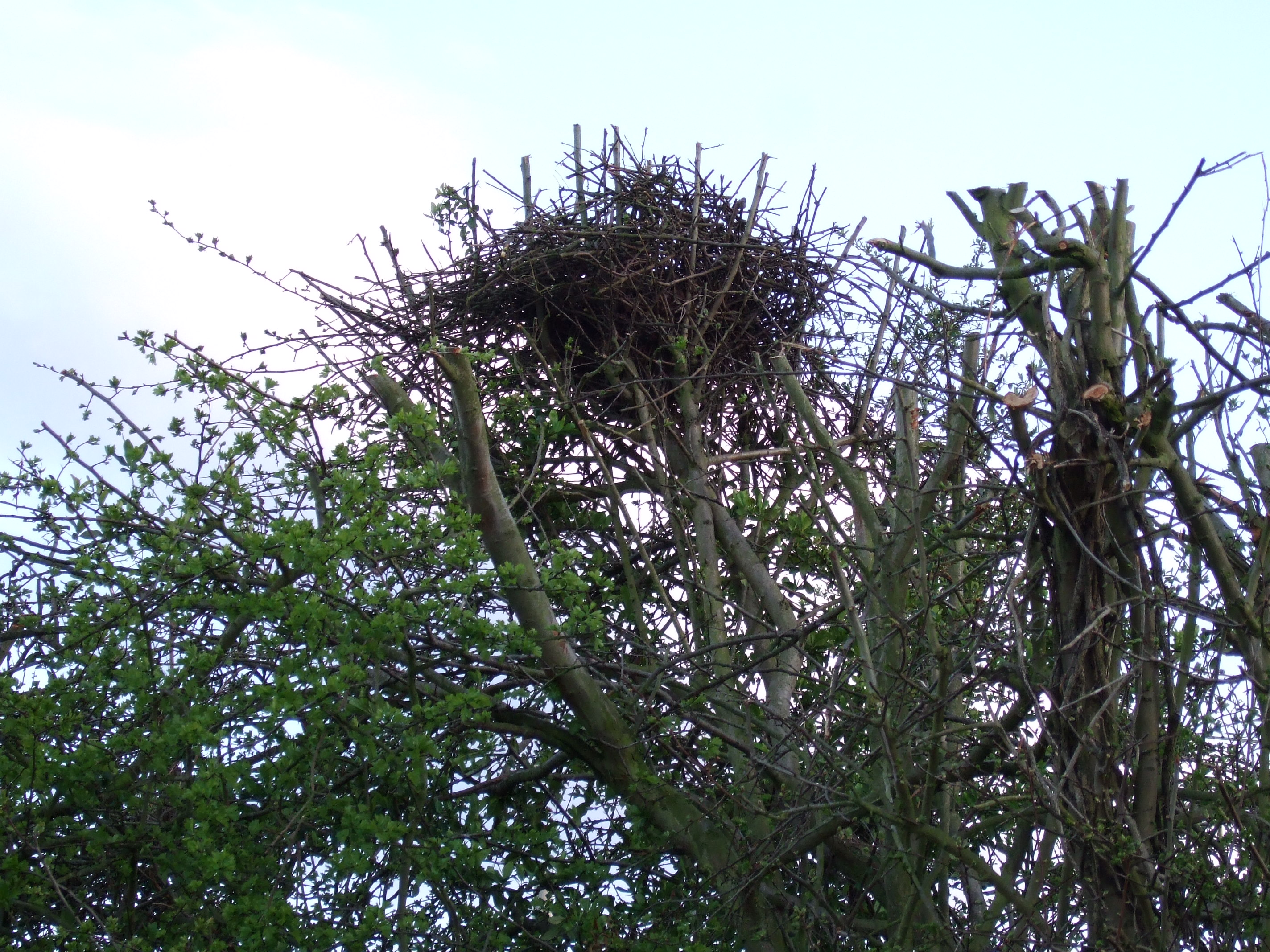
トウブハイイロリスの巣

通常1回の出産で1から4匹産むが、最大は8匹である。妊娠期間は約44日間である。約10週間で離乳するが、野生では6週間で離乳する場合もある。12週で巣を離れ始めるが、秋生まれの子は母親と越冬することもある。4分の1のみが1年以上生き延びるが、翌年の死亡率は55%である。さらに翌年の死亡率は約30%に下がり、8歳で急激に上がる。
メスが発情期に入るのは5歳半になるとめったになくなり、通常1歳までに繁殖することはない。最初の発情は1.25歳である。オスは1歳から2歳の間に成熟する。保護された場所では20歳まで生きるが、野生では捕食や住環境の危険性からかなり短くなる。

### コミュニケーション
他の多くの哺乳類同様、互いのコミュニケーションは鳴き声や行動で行われる。この種はネズミのようにチューチュー鳴く、低音を出す、鳴き騒ぐ、マーマー鳴くなど鳴き声のレパートリーに富んでいる。他に尻尾を振ったり、表情などのコミュニケーション方法がある。尻尾を振ったり「クック」「クァ」と鳴くのは他のリスに敵が来ていることを警告する、あるいは敵が去ったことを知らせる時に使用する。またクークー喉を鳴らして愛情を表現する。母と子の間、あるいは繁殖期にオスがメスに求愛する時に行なう。
聴覚および視覚にうったえるコミュニケーションは、騒音や広さなどで場所によって変わる。例えば大都市では騒音が多いため、視界を遮るものがない限り一般的に視覚によるコミュニケーションが行われる。森林は静寂で枝葉により視界が遮られるため、聴覚によるコミュニケーションがとられる。

### 食事

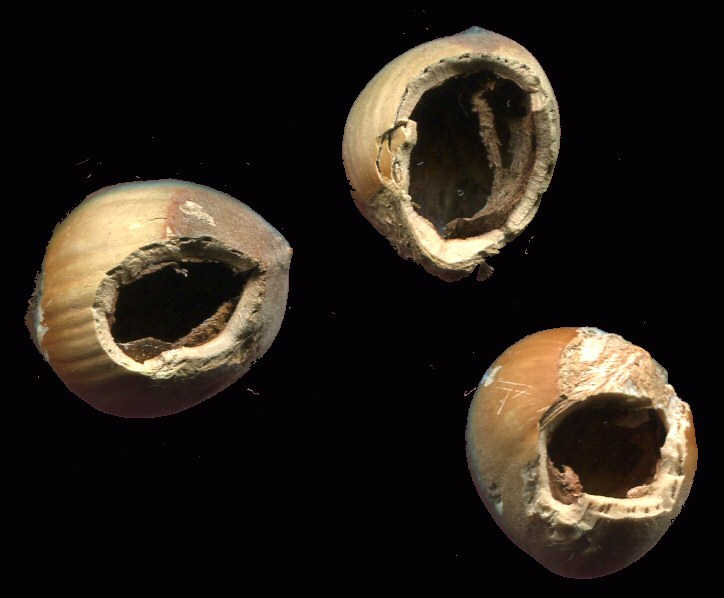
ハイイロリスに齧られたヘーゼルナッツ。切歯で噛んだ跡が見える

トウブハイイロリスは樹皮、木の芽、ベリー、様々な種子、ドングリ、クルミなど種実類、ベニテングタケなど森にある菌類の一部など幅広い種類を食す。樹皮を剥がし、内部の形成層の柔らかい組織を食べるなど、樹木が損傷することもある。ヨーロッパではセイヨウカジカエデ、ヨーロッパブナなどが大きな損傷を受けている。
トウブハイイロリスは人間の住環境での適応力が高く、鳥の給餌器の雑穀、トウモロコシ、ヒマワリの種などを盗み取ることがある。他に菜園のトマト、トウモロコシ、イチゴなどの作物も盗み取ることがある。稀に、通常の食糧が減少すると、昆虫、カエル、そして他のリスを含む齧歯動物、小鳥やその卵や雛などを食すこともある。またミネラルが不足すると、骨、枝角、甲羅などを齧る。

## 外来種問題
イギリスでは1928年に初めて導入され、1980年頃までにはほぼ全域に分布するに至っており、約250万頭が生息している。在来種のキタリスを駆逐しているほか、農作物や自然植生に被害を与えている。また、リスポックスウイルスを媒介し、ヨーロッパのキタリスの大量死にも関わったとの報告もある。
世界の侵略的外来種ワースト100に選定されており、日本でも定着する可能性は十分にあるため、外来生物法により本種を特定外来生物に指定し、飼育などを禁止する予防策を講じている。